# 小林道彦
小林 道彦（こばやし みちひこ、1956年 - ）は、日本の歴史学者・政治学者。北九州市立大学名誉教授。専門は日本政治外交史。

## 経歴
1956年、埼玉県熊谷市で生まれた。中央大学大学院文学研究科で学び、1988年に博士後期課程を単位取得満期退学。
その後、北九州市立大学法学部教授に就いた。現在、同大学基盤教育センター教授。
2000年、学位論文『日本の大陸政策：1895-1914：桂太郎と後藤新平を』京都大学に提出して法学博士号を取得。
『政党内閣の崩壊と満州事変』で平成21年度吉田茂賞受賞。

## 著作

### 単著
- 『日本の大陸政策 1895-1914：桂太郎と後藤新平』南窓社 1996
  - 増補改題 『大正政変：国家経営構想の分裂』千倉書房 2015
- 『桂太郎：予が生命は政治である』ミネルヴァ書房(ミネルヴァ日本評伝選) 2006
- 『政党内閣の崩壊と満州事変：1918～1932』ミネルヴァ書房 2010
- 『児玉源太郎：そこから旅順港は見えるか』ミネルヴァ書房(ミネルヴァ日本評伝選) 2012
- 『近代日本と軍部：1868-1945』講談社現代新書 2020
- 『山県有朋：近代日本と権力』中公新書 2023

### 共編著
- 『北九州大学開学五十周年記念論文集』北九州大学法学部 1997

小林著「帝国国防方針の補修と日本陸軍」
- 『環太平洋の国際秩序の模索と日本：第一次世界大戦後から五五年体制成立』伊藤之雄・川田稔編著、山川出版社 1999

小林著「大陸政策と人口問題：1918年～31年」
- 『20世紀日本と東アジアの形成 1867～2006』伊藤之雄・川田稔編著、ミネルヴァ書房 2007

小林著「政党政治と満州事変」　
- 『歴史の桎梏を超えて：20世紀日中関係への新視点』中西寛共著、千倉書房 2010
- 『日本政治史のなかの陸海軍：軍政優位体制の形成と崩壊1868～1945』黒沢文貴共著、ミネルヴァ書房 2013

### 刊行史料
- 『内田康哉関係資料集成』(全3巻) 高橋勝浩・奈良岡聰智・西田敏宏・森靖夫共編、柏書房 2012

### 雑誌論文
- 小林1994「世界大戦と大陸政策の変容：1914～16年」『歴史学研究』657号
- 小林2008「明治軍事史研究の課題と可能性」『国際安全保障』通号142
- 小林2010「三月事件と十月事件」『基盤教育センター紀要』7
- 小林2010「神風連の乱：ある「待罪書」をめぐって」『北九州市立大学法政論集』38巻1・2号
- 小林2012「日露戦争から大正政変へ：1901～1913」『近代日本研究』29